# Gezaghebbende Leer
De   Gezaghebbende Leer, ook wel Authentikos Logos, is een Koptisch handschrift dat deel uitmaakte van de vondst van de Nag Hammadigeschriften in 1945. Er moet een oorspronkelijk Griekse tekst zijn geweest, maar daar is nooit iets van gevonden. De tekst vertoont een nauwe verwantschap met een andere ook in Nag Hammadi gevonden tekst, de Verhandeling over de Ziel. In beide teksten worden  een aantal voorstellingen beschreven die in de eerste decennia na de vondst als gnostisch werden beschouwd. Nader onderzoek heeft in de eenentwintigste eeuw tot een relativering van die conclusie geleid
De betreffende voorstellingen komen namelijk ook meerdere malen voor in het platonisme van de tweede en derde eeuw. De tekst vertoont met name overeenkomsten met ideeën uit het werk van Porphyrius (ca. 234- 305). De conclusie is ook dat de tekst het best geduid kan worden vanuit de ontwikkeling van christelijke tradities meer in het algemeen in het Egypte tussen de derde en vijfde eeuw. 
De meest gehanteerde aanname is,  dat de oorspronkelijke Griekse tekst in de tweede helft van derde eeuw moet zijn ontstaan. 
Net als in de  Verhandeling over de Ziel is er sprake van een uit de goddelijke wereld gevallen ziel die zich daarna in de materiële wereld bevindt. Zij is ten prooi gevallen aan haar hartstochten en gedraagt zich als een prostituee in een bordeel. Ook zij wordt blind en ziekelijk. De Vader in de hemel ontfermt zich echter over haar. Haar mannelijke tegenpool geeft haar de logos als medicijn en geneest haar blindheid. Zij kan dan ook weer zien met haar geest (Nous) en haar naasten herkennen. Zij vindt de weg naar God terug en kan zich met Hem verenigen in het  bruidsvertrek. 
Net als in de Verhandeling over de Ziel zijn er ook in dit verhaal veel ethische beschouwingen die oproepen tot een sterk ascetisch leven en wordt seksualiteit negatief benaderd. In de tekst zijn een aantal passages die op een verhulde manier naar teksten uit de evangeliën verwijzen, maar een historische Jezus komt niet voor in het verhaal. De essentie van de tekst is, dat er een goddelijke helende kracht in de ziel aanwezig is. 